# 박길룡 (정치인)
박길룡(朴吉龍, 1920년 ~ 1997년)은 북한의 외교관이다.

## 생애
소련파 출신 외교관으로, 김일성의 러시아어 통역을 맡는 등 중요한 업무를 수행하였다. 이후 북한 생활에 염증을 느끼고, 소련 유학 중 망명을 신청하여 북한으로 돌아가지 않았다. 그의 증언에 따르면, 한국전쟁 당시 납북된 조만식이 인민군에 의해서 총살당했다고 한다.

## 경력
- 평양 교원대학 부총장
- 조소문화협회 부위원장
- 주체코슬로바키아 북한대사
- 주동독일 북한대사
- 외무성 부상